# José Cuervo Fernández
José Cuervo Fernández cantinero de origen español; primer presidente del Club de Cantineros de la República de Cuba. Período (27 de junio de 1924 al 28 de mayo de 1926).

## Trayectoria
José Cuervo Fernández oficiaba entre los primeros cafés habaneros y se consagró desde muy joven al trabajo duro; y con mucho talento y sacrificio fue ascendiendo laboral y culturalmente.  Trabajó en varios establecimientos de renombre, tales como el Gran Casino Nacional de La Habana, siendo el primer cantinero cubano que rompiera el hechizo de los bármanes (cantineros) norteamericanos que años tras años eran traídos para trabajar en el Casino y otros bares de lujo.
En el momento de su elección como presidente, trabajaba en el Café Ambos Mundos, posterior inauguró como jefe de cantina el Hotel Nacional de La Habana, el Habana Biltmore-Yacht y el Country Club, trabajó en el Hotel Presidente, en el Habana Yacht Club y como presidente en la Agencia de la cervecera La Polar, en Santiago de Cuba, donde murió el 21 de septiembre de 1942.
Impartió clases en los Estados Unidos sobre cómo hacer cocteles con el sabroso Ron San Carlos, bajo su iniciativa se crearon las clases de coctelería para asociados, dotando al Club de Cantineros además del primer Manual del Cantinero.